# آی‌ان‌اس میسور (۱۹۳۹)
آی‌ان‌اس میسور (۱۹۳۹) (به انگلیسی: INS Mysore (1939)) یک کشتی بود که طول آن ۱۶۹٫۳ متر (۵۵۵ فوت) بود. این کشتی در سال ۱۹۳۹ ساخته شد.